# Hans Gerd Kübel
Hans Gerd Kübel (* 28. Oktober 1934 in Frankfurt am Main; † 2. Februar 1994 in Riquewihr) war ein deutscher Schauspieler, Kabarettist, Regisseur, Landwirt und Unternehmer.
1963 debütierte Hans Gerd Kübel an den Münchner Kammerspielen. 1963/64 war Kübel am Düsseldorfer Kom(m)ödchen engagiert. In den Jahren 1965 und 1966 spielte er im Ensemble der deutschen Kammerspiele in Santiago de Chile. Diese Gruppe spielte deutsche Theaterspiele in Lateinamerika. Dann wechselte er zum Stadttheater in Zürich und trat nebenbei bei den Bad Hersfelder Festspielen auf, zu deren kommissarischem Leiter er 1983 befördert wurde. 1967 wurde er für seine komödiantische Darstellung des Nada in Camus’ Belagerungszustand, des Kochs in Brechts Mutter Courage und des Narren in Shakespeeres Was ihr wollt neben Hannsgeorg Laubenthal mit dem Hersfeld-Preis der Festspiele ausgezeichnet. 1979 spielte er in der Weihnachtsserie Timm Thaler des ZDF die Rolle des Herrn de Santos.
1978 gründete er mit seinem Lebenspartner Martin Klöti die BALIK Lachsräucherei im Toggenburg. In den 13 letzten Jahren seines Lebens erreichte Hans Gerd Kübel mit dem eigenen Betrieb eine internationale Geschäftstätigkeit.

## Filmografie
- 1962: Alle Macht der Erde
- 1964: Unartige Lieder
- 1967: König Lear (Aufzeichnung von den Bad Hersfelder Festspielen)
- 1973: In Sachen Fischer
- 1977: Śmierć prezydenta
- 1979: Revolution in Frankfurt
- 1979/80: Timm Thaler, (Serie, sechs Folgen)
- 1980: Die Weber
- 1980: Die Leute vom Domplatz (Serie, fünf Folgen)
- 1988: Der Schuh des Patriarchen (nur Stimme)[3]